# Thrinacoselache gracia
Il trinacoselache (Thrinacoselache gracia) è uno squalo estinto, vissuto nel Carbonifero medio (circa 320 milioni di anni fa). I suoi resti fossili sono stati ritrovati in Montana (USA), nel ben noto lagerstätte di Bear Gulch.

## Descrizione
L'aspetto di questo squalo era decisamente insolito: il corpo era allungatissimo e particolarmente basso, mentre il cranio, oltre a essere lungo, era dotato di una mandibola che sporgeva ben oltre la mascella. L'aspetto doveva essere una via di mezzo tra quello di un'anguilla e quello di un barracuda. I denti erano anch'essi molto particolari: erano dotati di tre punte, di cui le due esterne erano più lunghe di quella centrale e ricurve verso l'interno. Nella regione della testa, inoltre, era presente una sorta di scudo costituito da denticoli allungati.

## Classificazione

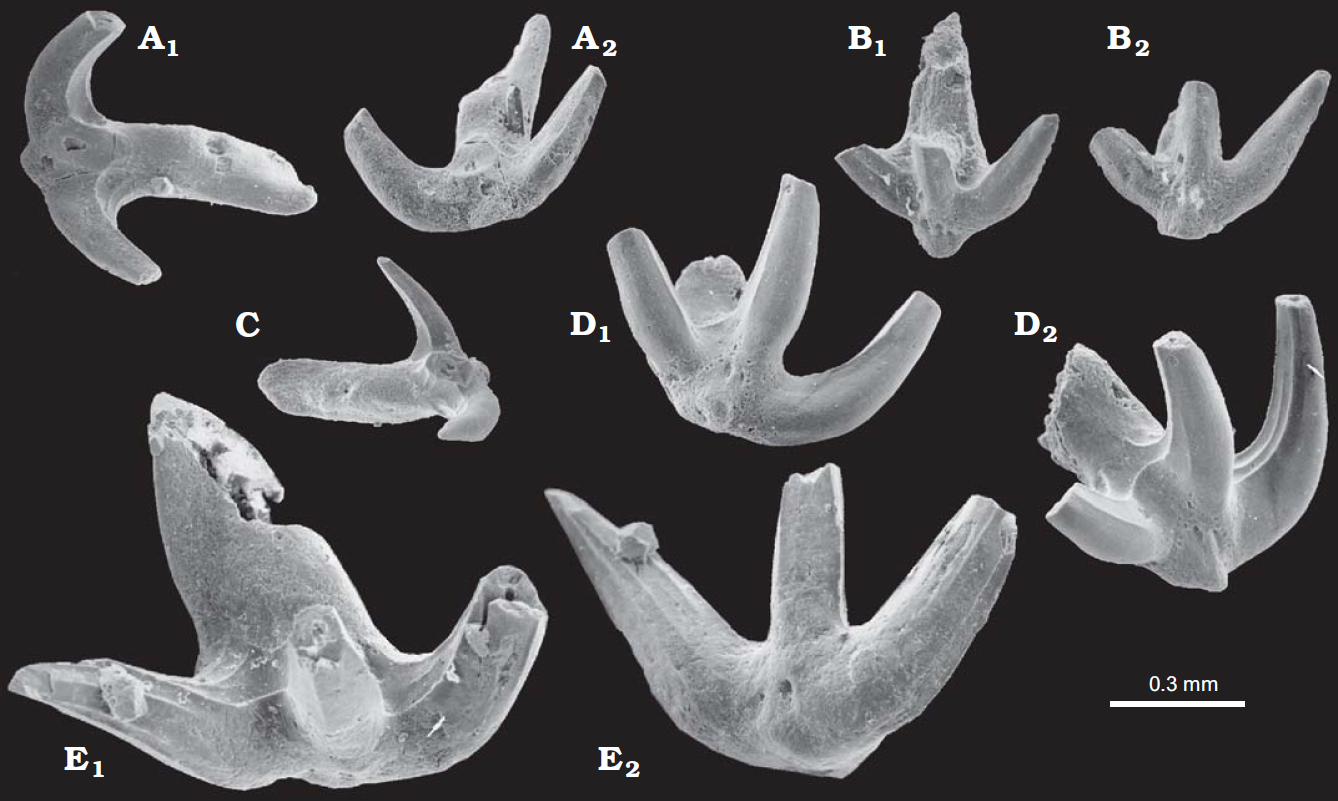
Denti di Thrinacodus dziki

Nonostante l'aspetto insolito, alcune caratteristiche morfologiche di Thrinacoselache sembrerebbero indicare l'appartenenza agli Xenacanti, un gruppo di pesci cartilaginei ritenuti i possibili antenati degli squali odierni. A Thrinacoselache sono stati ascritti anche denti isolati noti in precedenza come Thrinacodus ferox e rinvenuti in varie parti del mondo in strati che vanno dal Devoniano superiore al Carbonifero superiore. Thrinacoselache e i suoi stretti parenti sono ritenuti un gruppo primitivo di pesci cartilaginei, insieme ad altre forme come Diplodoselache.

## Stile di vita
Il trinacoselache era senza dubbio un predatore: la forma dei denti suggerisce uno stile di vita altamente carnivoro. Inoltre, resti fossili completi rinvenuti a Bear Gulch mostrano al loro interno i contenuti dell'intestino, che includono resti di altri pesci cartilaginei e di pesci ossei. 